# King of America
King of America är ett musikalbum av Elvis Costello från 1986. Det gavs ut på skivbolaget F-Beat i Europa och på Columbia Records i Nordamerika. Albumet var hans tionde studioalbum och gavs ut under aliaset The Costello Show. Albumet är starkt influerat av amerikanska musiktraditioner och innehåller såväl country som americana och folkrock. Albumet producerades av The Coward Brothers, vilket i själva verket var Elvis Costello och T Bone Burnett.

## Låtlista
(låtar utan angiven upphovsman skrivna av Declan MacManus, det vill säga Elvis Costello)
1. "Brilliant Mistake" — 3:45
2. "Lovable" (MacManus, Cait O'Riordan) — 2:53
3. "Our Little Angel" — 4:06
4. "Don't Let Me Be Misunderstood" (Bennie Benjamin, Sol Marcus, Gloria Caldwell) — 3:22
5. "Glitter Gulch" — 3:17
6. "Indoor Fireworks" — 4:10
7. "Little Palaces" — 3:49
8. "I'll Wear It Proudly" — 4:25
9. "American Without Tears" — 4:34
10. "Eisenhower Blues" (J. B. Lenoir) — 3:46
11. "Poisoned Rose" — 4:07
12. "The Big Light" — 2:33
13. "Jack of All Parades" — 5:18
14. "Suit of Lights" — 4:06
15. "Sleep of The Just" — 3:51

## Listplaceringar
- Billboard 200, USA: #39
- UK Albums Chart, Storbritannien: #11[1]
- Nederländerna: #40[2]
- Sverigetopplistan, Sverige: #12[3]